# Bão Higos (2002)
Bão Higos là một siêu bão hình thành vào ngày 26 tháng 9 năm 2002 trên vùng biển phía Đông quần đảo Bắc Mariana. Ban đầu, hệ thống bão di chuyển theo hướng Tây – Tây Bắc, sau duy trì tăng cường độ để phát triển thành một cơn bão mạnh vào ngày 29 tháng 9. Higos bắt đầu suy yếu và chuyển hướng Bắc – Đông Bắc, đổ bộ vào Kanagawa, Nhật Bản trong ngày 1 tháng 10. Nó trở thành cơn bão mạnh thứ ba tấn công Tokyo kể từ Thế chiến II. Higos giảm cường độ trong lúc đi qua Honshu, và không lâu sau khi tạt vào Hokkaidō, nó biến thành một xoáy thuận ngoại nhiệt đới vào ngày 2 tháng 10. Tàn dư mây bão tiếp tục đi qua Sakhalin và tan hẳn vào ngày 4 tháng 10.
Trước khi đổ bộ Nhật Bản, Higos đã gây gió mạnh tại quần đảo Bắc Mariana, hủy hoại số thực phẩm cung cấp trên hai hòn đảo. Sau đó, Higos di chuyển qua Nhật Bản với gió giật đạt vận tốc 161 km/giờ (100 dặm/giờ) và đã thiết lập kỷ lục về vận tốc gió giật ở một vài địa điểm. Có đến 608.130 căn nhà bị cắt điện và hai người bị điện giật. Ngoài gió mạnh, cơn bão còn gây mưa lượng lớn, tối đa 346 mm (13,6 in). Mưa đã làm ngập lụt nhà cửa và gây nên những trận lở đất. Sóng cao đã đẩy 25 chiếc thuyền vào bờ và làm chết một người dọc đường bờ biển. Tổng giá trị tổn thất tại Nhật Bản là 2,14 tỉ USD (261 tỉ yên), kèm theo đó là năm trường hợp thiệt mạng. Sau này, những tàn dư của Higos cũng đã tác động đến vùng Viễn Đông Nga, làm chết bảy người trên hai còn tàu đắm tại địa điểm gần Primorsky Krai.